# Angelo Fulgini
Angelo Fulgini, né le 20 août 1996 à Abidjan en Côte d'Ivoire, est un footballeur français qui évolue au poste de milieu relayeur au RC Lens.

## Biographie

### Carrière en club

#### Formation
Né d'un père français militaire d'ascendance italienne et d'une mère originaire de Nouvelle-Calédonie, Angelo Fulgini passe sa jeunesse dans le sud de la France avant de déménager dans le nord pour des raisons familiales,. Dans son enfance, il joue au SC Douai et assiste à des rencontres du RC Lens depuis la tribune Trannin du stade Bollaert. Techniquement au-dessus de ses coéquipiers, il est repéré par les grands clubs régionaux que sont Lens, Lille et Valenciennes, qu'il choisit de rejoindre en 2007. Là-bas il attire l'attention de quelques grands clubs européens parmi lesquels, le Milan AC. En 2009, il participe au concours d'entrée au Pôle Espoirs de Liévin, en compagnie de Benjamin Pavard, mais ne sera pas admis.

#### Valenciennes FC
Il fait ses débuts professionnels avec le VAFC le 16 janvier 2015 lors d'un déplacement à Nîmes, où il est titulaire. Il jouera 16 matchs de championnat lors de sa première saison.
Le 29 juillet 2015, Angelo Fulgini signe son premier contrat professionnel en faveur du Valenciennes FC pour une durée de 3 ans. Il offre la victoire à son équipe à Niort dès la première journée, en marquant un but dans les premières minutes de jeu, ce qui fait de lui le premier buteur de la saison de Ligue 2. Il réalise ensuite une saison correcte et remarquée, qui lui vaut l'intérêt d'autres clubs à l'issue du championnat, comme Montpellier et même Liverpool.
Le 21 avril 2017, il inscrit un triplé en 5 minutes contre l'US Orléans, il s'agit du triplé le plus rapide de l'histoire de la Ligue 2.

#### Angers SCO
Le 6 juillet 2017, il s'engage avec Angers SCO pour 4 ans. Le 6 août 2017, pour son premier match officiel avec son nouveau club, il inscrit son premier but face aux Girondins de Bordeaux. Véritable métronome du club angevin, Fulgini monte en puissance au fil des saisons. Il passera cinq saisons au total à Angers marquant 24 buts pour 160 matchs joués. Sous contrat jusqu'en 2023, il quitte le club à l'été 2022.

#### FSV Mayence 05
Le 12 juillet 2022, Fulgini, qui dispose également d'une offre émanant des Glasgow Rangers, quitte la France pour le championnat allemand où il signe avec le FSV Mayence 05 pour quatre saisons, l'indemnité de transfert étant évaluée à 7 millions d'euros, bonus compris,. Il disputa son premier match en Allemagne, le 31 juillet 2022 face au Erzgebirge Aue. Match comptant pour la Coupe d'Allemagne, Mayence s'imposera 3-0. Il joua son premier match de Bundesliga le 6 août 2022 face au VfL Bochum. 

#### RC Lens
Lors du mercato hivernal de la saison 2022-2023, il fait son retour en Ligue 1 en s'engageant au RC Lens dans le cadre d'un prêt avec option d'achat obligatoire en fin de saison. Le joueur formé dans la région, effectua son premier match sous les couleurs artésiennes le 5 février 2023 face au Stade brestois 29. Match comptant pour la Ligue 1, les lensois seront tenus en échec 1-1. Il inscrivit son premier but quatre jours plus tard en Coupe de France, face au FC Lorient en huitièmes de finales. Son option d'achat d'un montant de 7,2 millions d'euros est levée automatiquement à la fin de saison et Fulgini s'engage pour 4 saisons en Artois. Lors de la saison 2023-2024, il inscrit son premier but en Ligue des champions sur coup franc face au Séville FC (score 1-1) faisant de lui le premier Lensois à marquer dans la compétition 21 ans après Jocelyn Blanchard. Le 12 décembre 2023, il offre la victoire de son équipe face au Séville FC sur une passe décisive de Florian Sotoca (score 2-1).    

### Carrière internationale
Il participe avec l'équipe de France des moins de 19 ans au championnat d'Europe 2015 organisé en Grèce. La France atteint les demi-finales de la compétition, en étant battue par l'Espagne.

## Statistiques
| Saison                | Club                  | Championnat           | Championnat | Championnat | Championnat | Coupe(s) nationale(s) | Coupe(s) nationale(s) | Coupe(s) nationale(s) | Compétition(s) continentale(s) | Compétition(s) continentale(s) | Compétition(s) continentale(s) | Compétition(s) continentale(s) | Total | Total | Total |
| Saison                | Club                  | Division              | M.          | B.          | P.d.        | M.                    | B.                    | P.d.                  | Comp.                          | M.                             | B.                             | P.d.                           | M.    | B.    | P.d.  |
| 2014-2015             | Valenciennes FC       | Ligue 2               | 16          | 0           | 0           | 1                     | 0                     | 0                     | -                              | -                              | -                              | -                              | 17    | 0     | 0     |
| 2015-2016             | Valenciennes FC       | Ligue 2               | 29          | 2           | 0           | 3                     | 1                     | 0                     | -                              | -                              | -                              | -                              | 32    | 3     | 0     |
| 2016-2017             | Valenciennes FC       | Ligue 2               | 35          | 6           | 2           | 2                     | 0                     | 0                     | -                              | -                              | -                              | -                              | 37    | 6     | 2     |
| Sous-total            | Sous-total            | Sous-total            | 80          | 8           | 2           | 6                     | 1                     | 0                     | -                              | -                              | -                              | -                              | 86    | 9     | 2     |
| 2017-2018             | Angers SCO            | Ligue 1               | 29          | 3           | 5           | 3                     | 1                     | 0                     | -                              | -                              | -                              | -                              | 32    | 4     | 5     |
| 2018-2019             | Angers SCO            | Ligue 1               | 31          | 4           | 2           | 2                     | 0                     | 0                     | -                              | -                              | -                              | -                              | 33    | 4     | 2     |
| 2019-2020             | Angers SCO            | Ligue 1               | 20          | 1           | 1           | 3                     | 0                     | 1                     | -                              | -                              | -                              | -                              | 23    | 1     | 2     |
| 2020-2021             | Angers SCO            | Ligue 1               | 33          | 7           | 3           | 4                     | 3                     | 1                     | -                              | -                              | -                              | -                              | 37    | 10    | 4     |
| 2021-2022             | Angers SCO            | Ligue 1               | 36          | 5           | 4           | 1                     | 0                     | 0                     | -                              | -                              | -                              | -                              | 37    | 5     | 4     |
| Sous-total            | Sous-total            | Sous-total            | 147         | 20          | 15          | 13                    | 4                     | 2                     | -                              | -                              | -                              | -                              | 160   | 24    | 17    |
| 2022-2023             | FSV Mayence           | Bundesliga            | 16          | 0           | 1           | 2                     | 0                     | 0                     | -                              | -                              | -                              | -                              | 18    | 0     | 1     |
| 2022-2023             | RC Lens               | Ligue 1               | 17          | 1           | 1           | 2                     | 1                     | 0                     | -                              | -                              | -                              | -                              | 19    | 2     | 1     |
| 2023-2024             | RC Lens               | Ligue 1               | 29          | 1           | 2           | 1                     | 0                     | 0                     | C1+C3                          | 6+2                            | 2+0                            | 0                              | 38    | 3     | 2     |
| 2024-2025             | RC Lens               | Ligue 1               | 23          | 1           | 1           | 1                     | 0                     | 0                     | C4                             | 1                              | 0                              | 0                              | 25    | 1     | 1     |
| Sous-total            | Sous-total            | Sous-total            | 69          | 3           | 4           | 4                     | 1                     | 0                     | -                              | 9                              | 2                              | 0                              | 82    | 6     | 4     |
| Total sur la carrière | Total sur la carrière | Total sur la carrière | 312         | 31          | 22          | 25                    | 6                     | 2                     | -                              | 9                              | 2                              | 0                              | 346   | 39    | 24    |

## Palmarès
Avec le RC Lens, Angelo Fulgini est vice-champion de France en 2023.
| RC Lens                           |
| --------------------------------- |
| - Ligue 1 - Vice-Champion : 2023. |